# Chiretolpis nigrorufa
Chiretolpis nigrorufa är en fjärilsart som beskrevs av Rothschild 1913. Chiretolpis nigrorufa ingår i släktet Chiretolpis och familjen björnspinnare. Inga underarter finns listade i Catalogue of Life.